# Северная звезда (Великий восток Франции)
Северная звезда — масонская ложа Великого востока Франции. Была создана 18 ноября 1924 года во Франции, в Париже, и закрыта в 1972 году. А затем открыта в России 28 апреля 1991 года под эгидой Великого востока Франции.

## Ложа «Северная звезда» ВВФ
Ложа была создана под юрисдикцией Великого востока Франции, в Париже. Акт о её учреждении был подписан 18 ноября 1924 года. Прошение об основании ложи было одобрено в Совете ордена ВВФ 26 ноября 1924 года, само создание завершилось инсталляцией 26 декабря того же 1924 года. Ложа проработала 48 лет в составе Великого востока Франции, за исключением периода оккупации фашистской Германией Франции, с 1940 по 1944 годы. Ложа возобновила работы после Второй мировой войны, в апреле 1945 года. За время войны ложа потеряла 2/3 своих членов и возрождение было трудным.
Ложа прекратила свои работы 28 января 1972 года в связи с малочисленностью, и в связи с кончиной в конце 1971 года её активных членов — бывшего досточтимого мастера ложи Гайто Газданова и первого стража — Н. В. Петровского. Общая численность ложи «Северная звезда» за 48 лет составила 164 масона.

## Новая ложа «Северная звезда»

### Предыстория создания ложи

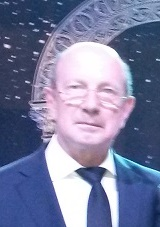
Георгий Борисович Дергачёв

Появление, как масонства в России, так и первой масонской ложи, началось с посвящения первого масона СССР — Георгия Борисовича Дергачёва в парижскую ложу Великого востока Франции «L’Ouevre Fraternel». Это важное историческое событие состоялось 9 марта 1990 года. В этот день Георгий Дергачёв был посвящён сразу во все три масонские градуса — ученик, подмастерье, мастер. Через некоторое время Георгий Дергачёв представил своего приятеля художника для посвящения в ту же ложу. 13 декабря 1990 года прошло посвящение второго русского кандидата, который также был посвящён сразу в три масонские степени.
Столь быстрое начало посвятительной практики для граждан СССР позволило подобрать кандидатуры в России для новых посвящений в Великий восток Франции, а также создать предпосылки для учреждения первой после долгого перерыва масонской ложи в Москве.
27 апреля 1991 года в Москву прибыла представительная делегация великих офицеров Великого востока Франции. На следующий день, на одной из дач в Подмосковье, прошло посвящение пятерых кандидатов, которых в течение года в России подбирал Георгий Дергачёв. Все пять кандидатов также были посвящены сразу в три масонские градуса.

### Создание ложи «Северная звезда»
28 апреля 1991 года прошло учреждение первой отечественной масонской ложи в современной истории страны. Активная работа ложи началась только с ноября 1991 года. На основе ложи «Северная звезда», и при участии братьев этой ложи, в дальнейшем были учреждены в России следующие ложи ВВФ: «Свободная Россия» (Москва), «Девять муз» (Москва), «Северные братья» (Москва), «Полярная звезда» (Архангельск), «Москва» (Москва). Таким образом, ложа «Северная звезда» стала материнской ложей для всего нарождающегося российского масонства.

### Трудности в ложе
Ложа проработала до 1996 года и была закрыта вместе со всеми ложами Великого востока Франции в России.
Ложа «Северная звезда» проработала до 2006 года, и в связи с потерей братьев (смертью) и возникшей вследствие этого малочисленностью, была вынуждена прекратить свои труды, а оставшиеся масоны перешли в ложу «Москва». После чего ложа «Северная звезда» была закрыта.